# Debaser
"Debaser" é uma canção da banda de rock alternativo norte-americana Pixies, sendo a primeira faixa do seu álbum de 1989 Doolittle. A canção foi escrita e cantada por Black Francis e foi produzida por Gil Norton durante as sessões de gravação de Doolittle.
"Debaser" foi mais tarde lançada como single em 1997 para promover a compilação Death to the Pixies. O single surgiu em três formas: ao vivo, estúdio e demo.

## Letra e significado
A letra é baseada num filme surrealista francês de Luis Buñuel e Salvador Dalí chamado Un chien andalou. O filme inicia com uma cena na qual o olho de uma mulher é cortado por uma lâmina, referenciada na canção através do verso "Slicin' up eyeballs/I want you to know". De acordo com Black Francis:
Eu desejo que Buñuel fosse vivo. Ele fez este filme sobre nada em particular. O título em si não tem sentido. Com a minha forma estúpida, pseudo-escolar, naive, entusiasta, avant-garde e amadora de ver Un chien andalou (duas vezes), eu pensei: 'Yeah, vou fazer uma canção sobre isto.' [Canta:] "Un chien andalou".... Soa demasiado a francês, por isso vou cantar "un chien andalusia", soa bem, não?'
O título "Debaser" faz referência ao facto que Un chien andalou degrada a moralidade e os padrões de arte, segundo Black Francis. Na mais antiga versão da canção, o verso "un chien andalusia" era originalmente "Shed, Appolonia!", referência à co-estrela no filme Purple Rain.

## Certificações
| Região                                                                                                  | Certificação | Vendas   |
| --- | ------------ | -------- |
| Reino Unido (BPI)                                                                                       | Prata        | 200,000^ |
| *números de vendas baseados somente na certificação ^números de vendas baseados somente na certificação |              |          |